# Lauw Schneider
Laurentius Gosewinus Christianus Arnoldus Maria (Laurent of Lauw) Schneider (Hengelo, 1 november 1926 – Sint-Michielsgestel, 31 december 2017) was een Nederlands politicus van de KVP en later het CDA.
Schneider is in 1952 afgestudeerd in de rechten aan de Katholieke Universiteit Nijmegen en in 1954 daar gepromoveerd. In maart 1976 werd Schneider de burgemeester van Roosendaal en Nispen wat hij tot zijn vervroegde pensionering in februari 1990 zou blijven.
Schneider was Officier in de Orde van Oranje-Nassau, Commandeur in de Orde van Sint Silvester en Ereburger van de gemeente Roosendaal en Nispen.